# Ephratah (Nueva York)
Ephratah es un pueblo ubicado en el condado de Fulton en el estado estadounidense de Nueva York. En el año 2000 tenía una población de 1.693 habitantes y una densidad poblacional de 16.7 personas por km².

## Geografía
Ephratah se encuentra ubicado en las coordenadas 43°1′37″N 74°33′11″O / 43.02694, -74.55306.

## Demografía
Según la Oficina del Censo en 2000 los ingresos medios por hogar en la localidad eran de $33,810, y los ingresos medios por familia eran $36,324. Los hombres tenían unos ingresos medios de $28,566 frente a los $21,607 para las mujeres. La renta per cápita para la localidad era de $14,656. Alrededor del 15.3% de la población estaban por debajo del umbral de pobreza.